# کرین لی گارتنر
کرین لی گارتنر (انگلیسی: Kerrin Lee-Gartner؛ زادهٔ ۲۱ سپتامبر ۱۹۶۶) اسکی‌باز آلپاین اهل کانادا است.